# CSI: Місце злочину
CSI: Місце злочину (англ. CSI: Crime Scene Investigation) — американський телесеріал телеканалу CBS, що розповідає про роботу криміналістичної лабораторії Лас-Вегаса. Є також два додаткові шоу — «CSI: Місце злочину. Маямі» та «CSI: Місце злочину. Нью-Йорк».
Телесеріал вироблявся каналом CBS спільно з медіа-компанією Alliance Atlantis (Канада). Прем'єрний показ 15 сезонів тривав з 6 жовтня 2000 до 15 лютого 2015 року.
Місцем дії серіалу було обрано Лас-Вегас, бо, як це сказано в пілотній серії, криміналістична лабораторія Лас-Вегасу — друга за активністю в США, після лабораторії ФБР в місті Квантіко, штат Вірджинія. В Україні серіал трансювався на каналах «1+1», «Україна», «2+2», «НТН», «Сонце», «ОЦЕ ТБ», «НЛО TV» та «Індиго TV».

## Сюжет
Серіал не має єдиного сюжету, але в кожному сезоні є наскрізні сюжетні лінії, зазвичай пов'язані з розслідуванням серійних убивств. Також робиться акцент на особисті проблеми і складності співробітників — сімейні проблеми, психологічні травми, відносини з колегами по роботі і родичами. У серіалі особливо широко порушується безліч складних соціальних та особистих проблем, незвичайні людські захоплення і звички, часто не піддаються однозначному визначенню і оцінці.

## Актори
| Кетрін Віллоус | Марг Гелгенбергер | CSI Рівень 3 Керівник           | В головних ролях | В головних ролях | В головних ролях | В головних ролях | В головних ролях | В головних ролях | В головних ролях | В головних ролях | В головних ролях | В головних ролях | В головних ролях | В головних ролях |                  |                  |                  |                  |  |  |  |  |  |  |  |  |
| Нік Стоукс     | Джордж Ідс        | CSI Рівень 3 Асистент Керівника | В головних ролях | В головних ролях | В головних ролях | В головних ролях | В головних ролях | В головних ролях | В головних ролях | В головних ролях | В головних ролях | В головних ролях | В головних ролях | В головних ролях | В головних ролях | В головних ролях | В головних ролях |                  |  |  |  |  |  |  |  |  |
| Джим Брасс     | Пол Гілфойл       | Головний Детектив               | В головних ролях | В головних ролях | В головних ролях | В головних ролях | В головних ролях | В головних ролях | В головних ролях | В головних ролях | В головних ролях | В головних ролях | В головних ролях | В головних ролях | В головних ролях | В головних ролях |                  |                  |  |  |  |  |  |  |  |  |
| Гіл Гріссом    | Вільям Петерсен   | CSI Рівень 3 Керівник           | В головних ролях | В головних ролях | В головних ролях | В головних ролях | В головних ролях | В головних ролях | В головних ролях | В головних ролях | В головних ролях |                  | Гість            |                  | Голос            |                  |                  |                  |  |  |  |  |  |  |  |  |
| Сара Сайдл     | Джорджа Фокс      | CSI Рівень 3                    | В головних ролях | В головних ролях | В головних ролях | В головних ролях | В головних ролях | В головних ролях | В головних ролях | В головних ролях | Гість            | Періодично       | В головних ролях | В головних ролях | В головних ролях | В головних ролях | В головних ролях | В головних ролях |  |  |  |  |  |  |  |  |
| Воррік Браун   | Гарі Дурдан       | CSI Рівень 3                    | В головних ролях | В головних ролях | В головних ролях | В головних ролях | В головних ролях | В головних ролях | В головних ролях | В головних ролях | Гість            |                  |                  |                  |                  |                  |                  |                  |  |  |  |  |  |  |  |  |
| Грег Сандерс   | Ерік Шманда       | CSI Рівень 3                    | Періодично       | Періодично       | В головних ролях | В головних ролях | В головних ролях | В головних ролях | В головних ролях | В головних ролях | В головних ролях | В головних ролях | В головних ролях | В головних ролях | В головних ролях | В головних ролях | В головних ролях | В головних ролях |  |  |  |  |  |  |  |  |
| Ел Роббінс     | Роберт Девід Холл | Головний Коронер                | Періодично       | Періодично       | В головних ролях | В головних ролях | В головних ролях | В головних ролях | В головних ролях | В головних ролях | В головних ролях | В головних ролях | В головних ролях | В головних ролях | В головних ролях | В головних ролях | В головних ролях | В головних ролях |  |  |  |  |  |  |  |  |
| Девід Філліпс  | Девід Берман      | Асистент Коронера               | Періодично       | Періодично       | Періодично       | Періодично       | Періодично       | Періодично       | Періодично       | Періодично       | Періодично       | В головних ролях | В головних ролях | В головних ролях | В головних ролях | В головних ролях | В головних ролях | В головних ролях |  |  |  |  |  |  |  |  |
| Девід Ходжес   | Волес Лангхем     | Трасолог                        |                  |                  | Періодично       | Періодично       | Періодично       | Періодично       | Періодично       | В головних ролях | В головних ролях | В головних ролях | В головних ролях | В головних ролях | В головних ролях | В головних ролях | В головних ролях | В головних ролях |  |  |  |  |  |  |  |  |
| Софія Кертіс   | Луїз Ломбард      | Заступник Шерифа                |                  |                  |                  |                  | Епізодична       | Епізодична       | В головних ролях | Гість            |                  |                  | Гість            |                  |                  |                  |                  |                  |  |  |  |  |  |  |  |  |
| Венді Сіммс    | Ліз Вессі         | ДНК-спеціаліст                  |                  |                  |                  |                  |                  | Періодично       | Періодично       | Періодично       | Періодично       | В головних ролях | Гість            |                  |                  |                  |                  |                  |  |  |  |  |  |  |  |  |
| Рей Ленгстон   | Лоуренс Фішборн   | CSI Рівень 2                    |                  |                  |                  |                  |                  |                  |                  |                  | В головних ролях | В головних ролях | В головних ролях |                  |                  |                  |                  |                  |  |  |  |  |  |  |  |  |
| Райлі Адамс    | Лоурен Лі Сміт    | CSI Рівень 2                    |                  |                  |                  |                  |                  |                  |                  |                  | В головних ролях |                  |                  |                  |                  |                  |                  |                  |  |  |  |  |  |  |  |  |
| Д. Б. Рассел   | Тед Денсон        |                                 |                  |                  |                  |                  |                  |                  |                  |                  |                  |                  |                  | В головних ролях | В головних ролях | В головних ролях | В головних ролях | В головних ролях |  |  |  |  |  |  |  |  |
| Морган Броуді  | Елізабет Арнуа    |                                 |                  |                  |                  |                  |                  |                  |                  |                  |                  |                  |                  | В головних ролях | В головних ролях | В головних ролях | В головних ролях | В головних ролях |  |  |  |  |  |  |  |  |
| Джулі Фінлі    | Елізабет Шу       |                                 |                  |                  |                  |                  |                  |                  |                  |                  |                  |                  |                  | В головних ролях | В головних ролях | В головних ролях | В головних ролях |                  |  |  |  |  |  |  |  |  |
| Генрі Ендрюс   | Джон Веллнер      |                                 |                  |                  |                  |                  |                  |                  |                  |                  |                  |                  |                  |                  | В головних ролях | В головних ролях | В головних ролях | В головних ролях |  |  |  |  |  |  |  |  |

### Епізодичні ролі
- Деніел Де Кім
- Єн Сомерхолдер
- Аморі Ноласко
- Барбара Тарбак
- Джессі Племенс
- Кейт Волш
- Джиммі Сімпсон
- Тім Блейк Нельсон
- Крістін Мінтер

## Цікаві факти
- Вільям Петерсен (Гіл Гріссом) працює в серіалі за контрактом «pay or play», що показує, в загальних словах, його незамінність для проекту. Такий тип контрактів означає, що актор отримує гроші в будь-якому випадку — знімається він чи ні. На нинішній момент Петерсен відсутній тільки в п'яти епізодах серіалу, чотири з яких він пропустив з особистих причин.
- Квентін Тарантіно, режисер «Кримінального чтива», зняв два завершальні епізоди (24 і 25) 5 сезону серіалу. Це сталося після того, як режисер зізнався в тому, що він великий шанувальник CSI і хотів би сам зняти «парочку серій» для нього, а продюсери вхопилися за цю можливість і довели її до кінця. Епізоди, зняті Тарантіно, безумовно виділяються із загального стилю серіалу, і були випущені в США на DVD у вигляді окремого видання.
- У кожному епізоді серіалу обов'язково з'являється кілька персонажів «на один епізод», пов'язаних з якимось розслідуваним злочином. Деякі з таких «одноепізодних» акторів стали згодом зірками в інших серіалах. Наприклад, це зірки серіалу «Загублені» — Джош Голловей (Сойер), Деніел Де Кім (Джин), Гарольд Перріно (Майкл), Єн Сомерхолдер (Бун), Елізабет Мітчелл (Джульєт), Фредрік Лене (Маршал Едвардс Марс), Кевін Дюранд (Мартін Кімі). Також, в одному епізоді CSI знімалася зірка «Відчайдушних домогосподарок» Марсія Кросс (Брі Ван Де Камп). Ще в одному епізоді CSI грали: Майло Вентімілья (Пітер Петреллі) в серіалі «Герої», Міша Коллінз (Кастіель) в серіалі «Надприродне», Аманда Сайфред (Софі) в «Мамма Міа!», Чед Майкл Мюррей, і юна зірка «Молодого місяця» Дакота Феннінг. Так само в чотирьох епізодах замість відсутнього Вільяма Петерсена був введений персонаж Майкл Кепплер у виконанні Лева Шрайбера, а в п'яти епізодах з'являлася Кей Панабейкер, що грає Ліндсі Віллоу замість Медісон МакРейнолдс. Так само зірками епізоду були: Тейлор Свіфт, Карізма Карпентер, Марк Дакаскос, Джастін Бібер.
- Серіал став однією з головних причин виникнення так званого «ефекту CSI», під яким розуміють підвищення загального рівня уявлень про методи розслідування злочинів, як у їхніх жертв, так і у присяжних, що розглядають справи в судах. «Ефект CSI» в цілому вплинув на більш критичну оцінку доказів, які подаються прокурорами на процесах, через що останні стали надавати більшу кількість речових доказів, особливо тестів ДНК.
- Хоча в цілому серіал демонструє перевагу криміналістів над злочинцями і трагічними обставинами, в деяких епізодах показуються випадки коли закон і детективи безсилі і не здатні покарати або навіть знайти злочинця. Так, пошуки «мініатюриста» (вигаданого серійного вбивці, що приносив на місця злочинів їх мініатюрні моделі зі сценою вбивства), тривали весь 7 сезон і трохи не коштували життя одному з криміналістів — Сарі Сайдл. Косметолог, що зробив двом пацієнткам смертельні внутрішньовенні ін'єкції перекису водню, не був звинувачений в кримінальному злочині, проте дані про його проступок були передані сім'ям загиблих для цивільного позову. Власник казино, що звинувачувався у вбивстві дівчини, з допомогою адвокатів і інтриг був виправданий судом, незважаючи на всі зусилля поліцейських і криміналістів довести його вину.
- Незважаючи на географічну приналежність до Лас-Вегасу, серіал, в основному, знімається в Каліфорнії. У Лас-Вегасі працює тільки додаткова знімальна група, яка за необхідності робить загальні зйомки міста. Перші п'ять сезонів знімалися в місті Санта-Кларіта, а з шостого — в Юніверсал Сіті, місті розташованому на землі, що належить Universal Studios. Санта-Кларіта була обрана через свою схожість на околиці справжнього Лас-Вегаса, причому всі зйомки «поза приміщеннями» досі проводяться там. При необхідності, проте, знімальна група і актори виїжджають в Лас-Вегас.
- Відмінною особливістю серіалу від реальної роботи співробітників криміналістичних лабораторій є значний відступ від процедури поліцейського розслідування. В реальному житті, злочини розслідують поліцейські детективи, тоді як в серіалі цим в основному займаються співробітники CSI, насправді не мають на це права. Випадки, коли поліцейський детектив одночасно є і співробітником криміналістичної лабораторії, надзвичайно рідкісні.
- Представники ЛГБТ (сексуальних меншин) часто критикують серіал за своє негативне уявлення, так як у багатьох серіях злочинці або підозрювані відносяться до цих меншин. З іншого боку, в серіалі часто зустрічаються персонажі другого плану, які відносяться до ЛГБТ, але показуються або позитивно, або нейтрально, або як жертви злочинів через свого способу життя.
- У 9 сезоні головний герой серіалу Гіл Гріссом (Вільям Петерсен) йде з шоу, а актор Лоренс Фішберн починає грати на постійній основі.
- У 13 та 15 серіях 5 сезону Одесу назвали російським містом. Цей факт викликав обурення серед українців. Причинами негативної реакції стали історична та геополітична неточність, політичний контекст і голлівудська недбалість.